# أويير زاغارا
أويير زاغارا (مواليد 4 يناير 1999) هو لاعب كرة قدم إسباني يلعب في مركز خط الوسط في نادي أتلتيك بيلباو.

## روابط خارجية
- أويير زاغارا على موقع إي إس بي إن إف سي (الإنجليزية)
- أويير زاغارا على موقع قاعدة بيانات كرة القدم.إي يو (الإنجليزية)
- أويير زاغارا على موقع Soccerbase.com (لاعب) (الإنجليزية)
- أويير زاغارا على موقع Soccerway.com (الإنجليزية)
- أويير زاغارا على موقع عالم كرة القدم.نت (الإنجليزية)